# Listerlandet
Listerlandet er en halvø sydøst for Sölvesborg i Blekinge, Sverige. Området afgrænses mod syd og øst af Hanöbukten og mod vest af Sölvesborgsviken. Tidligere var den nordlige afgrænsning sundet, derefter den nu afvandede  sø  Vesan. Historisk er Listerlandet en del af Skåne. Først i 1600-tallet kom området til Blekinge. Dialekten i Listerland (Listermålet) regnes stadig under den skånske dialekt. Listerlandet udgjorde Lister Herred.
Listerlandet var oprindeligt en ø kaldet Lister.
56°02′44″N 14°40′37″Ø / 56.04556°N 14.67694°Ø